# Серия Пфунда

Схема энергетических уровней атома водорода и спектральные серии

Се́рия Пфу́нда — спектральная серия в спектре атома водорода, названная в честь американского физика Августа Пфунда, открывшего эту серию в 1924 году. Данная серия образуется при переходах электронов с возбуждённых энергетических уровней на пятый в спектре излучения и с пятого уровня на все вышележащие уровни при поглощении. Переход с шестого энергетического уровня на пятый обозначается греческой буквой α, с 7-го на 5-й — β и т. д. Для обозначения самой серии используются латинские буквы Pf. Таким образом, полное обозначение спектральной линии, возникающей при переходе электрона с шестого уровня на пятый — Pfα (произносится Пфунд альфа).
Формула Ридберга для серии Пфунда выглядит следующим образом:
{\displaystyle {1 \over \lambda }=R\left({1 \over 5^{2}}-{1 \over n^{2}}\right)\qquad \left(R=1{,}0974\times 10^{7}{\mbox{m}}^{-1}\right)}
где {\displaystyle n} — главное квантовое число — натуральное число большее 5.
{\displaystyle R} — постоянная Ридберга.
Все линии серии Пфунда расположены в далеком инфракрасном диапазоне.
| {\displaystyle n} | 6    | 7    | 8    | 9    | 10   | {\displaystyle \infty } |
| Длина волны, нм   | 7458 | 4664 | 3749 | 3304 | 3046 | 2279                    |